# Alowesi Nakoci
Alowesi Nakoci (ur. 18 sierpnia 1991 w Suvie) – fidżyjska rugbystka, reprezentantka kraju w rugby 7 i w rugby union, brązowa medalistka olimpijska z Tokio 2021, olimpijka z Paryża 2024.

## Kariera
Z reprezentacją Fidżi w rugby union wzięła udział w Pucharze Świata w 2021.
Z reprezentacją Fidżi w rugby 7 wzięła udział w:
- Igrzyskach Olimpijskich w Tokio w 2021, gdzie Fidżyjki zdobyły brązowy medal
- Pucharze Świata w 2022 – 5. miejsce
- Igrzyskach Olimpijskich w Paryżu w 2024 – 12. miejsce.